# Johan Bäcklin
Johan Eric Bäcklin, född 9 juli 1820 i Skultuna församling, Västmanlands län, död 5 maj 1906 i Engelbrekts församling, Stockholms stad, var en svensk rådman och riksdagsman.
Bäckgren var rådman i Nyköping. Som politiker var han ledamot av riksdagens andra kammare.